# Hélène Fourment esce dal bagno
Hélène Fourment esce dal bagno, anche noto come La piccola pelliccia (in olandese: Het pelsken; in tedesco: Das Pelzchen), è un dipinto a olio su tavola (176x83 cm) realizzato nel 1638 circa dal pittore Peter Paul Rubens. È conservato nel Kunsthistorisches Museum di Vienna.
Si tratta di un ritratto di Hélène Fourment, la seconda moglie del pittore, che copre il proprio corpo con una pelliccia. Con una certa influenza tizianesca, si nota un forte contrasto tra il colore rosato del corpo di Hélène e il colore scuro della pelliccia e dello sfondo del quadro. Quest'opera dimostra più di ogni altra i valori di tonalità che Rubens raggiunse alla fine della sua vita.

## Descrizione
L'effigiata è una donna bionda con i capelli crespi, la fronte morbida, le guance carnose e rosee, le labbra rosse e la pelle bianca. La sua posa richiama molto la Venere pudica, una statua greco-romana, nonché la Ragazza con la pelliccia di Tiziano, nota al Rubens. Hélène indossa quella che sembra essere una veste maschile leggermente esotica, con un bordo dorato stravagante nella parte inferiore delle maniche, trasformata in una sorta di vestaglia improvvisata. Questo aspetto è inteso, fino a un certo punto, come una versione fantastica del vestito all'antica che si utilizzava in alcuni tipi di pittura storica di Rubens.  
Si può apprezzare il contrasto tattile delineato minuziosamente tra la pelle bianca della giovane e la pelliccia scura del mantello. La moda olandese dell'epoca si riconosce nei capelli biondi e ricci lunghi fino alle spalle, in una frangia corta tipica del diciassettesimo secolo e in una striscia di stoffa legata intorno alla testa così da assomigliare alle acconciature delle donne della pittura della prima età moderna. Nella parte sinistra del quadro, il corpo è rappresentato con una grande curvatura che è enfatizzata dal contrasto tra le tonalità, tanto per la pelle pallida e del tessuto bianco che la incornicia, quanto per la pelliccia scura e lo sfondo dello stesso colore.